# (10608) Mameta
(10608) Mameta (1996 VB9) – planetoida z pasa głównego asteroid okrążająca Słońce w ciągu 8 lat w średniej odległości 4 j.a. Odkryta 7 listopada 1996 roku.